# Термінал ЗПГ Міна-аль-Ахмаді
Термінал ЗПГ Міна-аль-Ахмаді – інфраструктурний об’єкт для імпорту зрідженого природного газу (ЗПГ) до Кувейту.
Під час розробки нафтових родовищ в Кувейті отримують велику кількість супутнього газу, який надходить по трубопроводах до НПЗ Міна-аль-Ахмаді. На майданчику останнього розташований  потужний газопереробний завод (після 2015-го здатен приймати понад 25 млрд м3 на рік). Він вилучає газовий конденсат, бутан, пропан (переважно спрямовуються на експорт) та етан (споживається розташованими поруч крекінг-установками в Шуайбі), після чого залишається паливний газ. Останній первісно використовували тут же для живлення нафтопереробних заводів (окрім самого Міна-аль-Ахмаді, неподалік працює НПЗ Міна-Абдуллах, а до 2017-го також існував НПЗ Шуайба) та нафтохімічних підприємств. 
У певний момент нестача блакитного палива власного виробництва змусила розпочали імпорт ЗПГ. Враховуючи тривалий період та високі капітальні витрати, пов’язані зі спорудженням класичного стаціонарного об’єкту, ухвалили рішення на користь плавучого регазифікаційного терміналу. Як наслідок, у 2009 році в порту Міна-ал-Ахмаді почала роботу плавуча установка із зберігання та регазифікації (FSRU) «Explorer», надана за 5-річним контрактом компанією Excelerate Energy. При цьому у 2011—2012 роках тут працювало однотипне судно «Exquisite», котре належить тому ж власнику. Добова потужність терміналу становила 14 млн м3, з можливістю збільшення у піковому режимі до 17 млн м3.
Тим часом у Кувейті вперше почали розробку покладів вільного (неасоційованого з нафтою) газу. Це давало підстави розраховувати на стрімке нарощування видобутку блакитного палива, оскільки розвиток власне газових родовищ не залежав від коливання видобутку нафти у відповідності до рішень ОПЕК. Вже на 2012-й на Юрських газових родовищах планувалось введення потужностей, здатних продукувати 3,5 млрд м3 на рік. Крім того, на 2013-й планувався запуск газопроводу від західної групи родовищ, котрий мав забезпечити подачу біля 2,5 млрд м3 асоційованого газу. Як наслідок, розпочали проект переводу на блакитне паливо більшості електростанцій країни, подача газу до яких стала можливою із здачею у 2013-му трубопроводів Міна-аль-Ахмаді – Сабія та Міна-аль-Ахмаді – Аз-Зур. Втім, розвиток родовищ вільного газу посувався із затримками, так що, хоча промисловість країни й забезпечила певне зростання видобутку блакитного палива (з 13 млрд м3 у 2011-му до 16,5 млрд м3 в 2013-му – за рахунок асоційованого газу), проте через появу серед споживачів потужних електростанцій відмовитись від імпорту ЗПГ не вдалось. Так, за 2014 рік через термінал було імпортовано близько 3,5 млрд м3, а за підсумками 2015-го цей показник зріс до 4,2 млрд м3 (того ж року власний видобуток зменшився до 15 млрд м3).
У середині 2010-х, коли в літні місяці виникав піковий попит на електроенергію, кувейтцям для забезпечення роботи ТЕС доводилось призупиняти НПЗ та нафтохімічні виробництва. Це підсилювало важливість ЗПГ для кувейтської економіки. Також можливо відзначити, що якщо первісно планувалось імпортувати ЗПГ з березня по жовтень, то у 2015-му робота плавучої установки тривала по грудень, а наступного року відновилась вже у лютому.
При цьому починаючи з 2014 року термінал використовував установку норвезької компанії Golar — судно «Golar Igloo», угоду на використання якого первісно уклали на 5 років. Хоча в 2018-му на півночі країни нарешті запустили зазначену вище установку Юрського родовища (і того ж року почалась подача блакитного палива по західному газопроводу), проте на ситуацію впливав зростаючий попит зі сторони електроенергетики. Так, в 2013 – 2018 роках з’явилась нова ТЕС Аз-Зур-Північ потужністю 1539 МВт, крім того на ТЕС Сабія ввели додаткові 1000 МВт, а на ТЕС Аз-Зур-Південь – 870 МВт. Як наслідок, кувейтці скористались своїм правом продовжити чартер  «Golar Igloo» на 2019-й рік, після чого уклали контракт щодо використання цього судна у 2020 – 2021 роках ( з можливістю продовження на 2022 рік).
Подальше використання плавучого терміналу буде залежати від обраної зауску інших інфраструктурних об'єктів. Так, станом на кінець 2010-х на півдні країни ведеться спорудження потужного стаціонарного терміналу для імпорту ЗПГ в Аз-Зур. Також в 2020-му Саудівська Аравія надала дозвіл на проходження через її води трубопроводу із Катару, котрий володіє величезними ресурсами природного газу.